# Kloster La Blanche (Noirmoutier)
Das Kloster La Blanche (Notre-Dame de la Blanche) ist eine ehemalige Zisterzienserabtei in der Gemeinde Noirmoutier-en-l’Île im Département Vendée, Region Pays de la Loire, in Frankreich. Es liegt auf der Insel Noirmoutier rund 5 km nordwestlich des Hauptorts.

## Geschichte
Das Kloster wurde im Jahr 1172 auf dem nordwestlich der Insel Noirmoutier weit im Meer gelegenen Inselchen Îlot du Pilier gegründet, das daraufhin Île de Dieu genannt wurde. Nachdem sich die Lebensverhältnisse dort als zu hart erwiesen, stiftete Peter V. von der Garnache 1205 Land auf der Insel Noirmoutier, auf dem ein neues Kloster errichtet wurde, das nach dem Habit seiner Mönche la Blanche (das Weiße Kloster) im Gegensatz zur Niederlassung der Schwarzen Mönche (Benediktiner) in Noirmoutier genannt wurde. Das Kloster gehörte der Filiation der Primarabtei Clairvaux an, als sein unmittelbares Mutterkloster wird Kloster Buzay genannt. Es besaß eine Grangie in Orouet. Zu Beginn des 16. Jahrhunderts fiel es in Kommende. 1562 wurde das Kloster von den Leuten aus Nantes und den Hugenotten aus La Rochelle geplündert. Gegen 1611 reformierte das bretonische Kloster Prières die Abtei, die während der Französischen Revolution ihr Ende fand. Heute steht sie in Privatbesitz und ist nicht zugänglich.

## Bauten und Anlage
Erhalten ist  das im 17. Jahrhundert umgebaute Löwentor (la porte des lions), ursprünglich aus dem 13. Jahrhundert. Von der Kirche ist ein skulpturengeschmücktes Portal aus dem 13. Jahrhundert erhalten.